# ジャン・ド・ヴィリエ

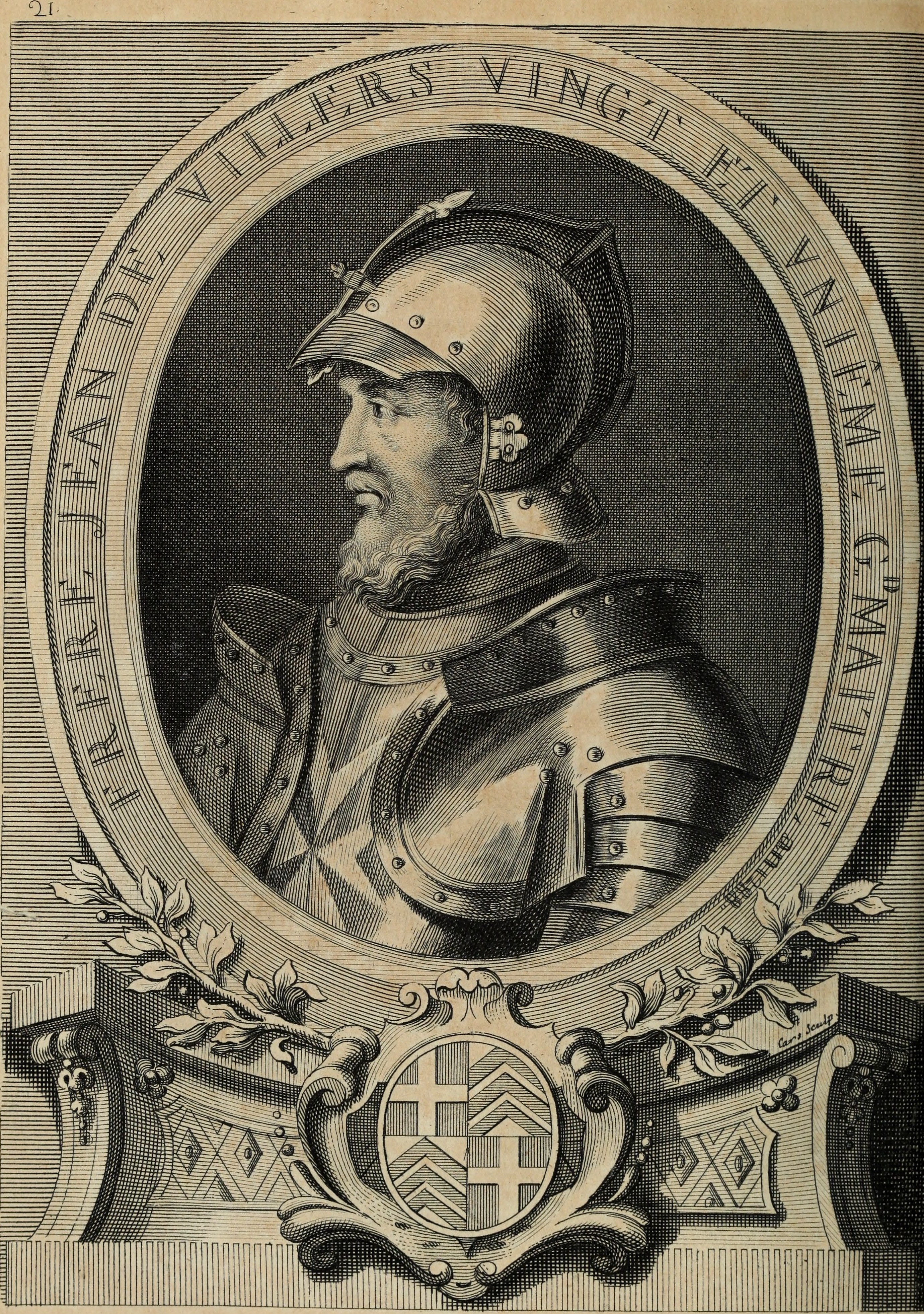
ジャン・ド・ヴィリエ（ローレント・カーズの銅版画、1725年）

ジャン・ド・ヴィリエ (フランス語: Jean de Villiers　1293年没) は、第22代聖ヨハネ騎士団総長（在任: 1285年 - 1293年）。1291年のアッコ包囲戦に参加し、マムルーク朝によって市が陥落する直前に脱出してキプロス島に逃れた。